# Màikovo
Màikovo (en rus: Майково) és un poble de l'óblast de Tomsk, a Rússia, que el 2015 tenia 134 habitants.